# Boerderij (weekblad)
Boerderij is een Nederlands weekblad voor de landbouw. De huidige uitgever is Misset Uitgeverij. Boerderij verschijnt normaliter iedere dinsdag. De huidige (sinds 2012) hoofdredacteur is Jan Vullings.

## Geschiedenis
Het eerste nummer van Boerderij verscheen op vrijdag 1 oktober 1915. Het werd uitgegeven door de Nederlandse Drukkers- en Uitgeversmaatschappij C. Misset te Doetinchem. In het woord ter inleiding stond de volgende tekst: "De Boerderij wil zich niet bepalen tot lectuur voor verloren oogenblikken. Het zal in de eerste plaats zijn een blad dat met de dagelijksche eischen der boerderij rekening houdt." Oudere jaargangen van het tijdschrift waren tot 4 april 2017 te vinden in het archief van uitgeverij Misset dat berustte bij het Gelders Archief te Arnhem en zijn nu bij de Koninklijke Bibliotheek in Den Haag in te zien.

## Tijdschrift
De huidige doelgroep van Boerderij zijn ondernemers in de landbouw, in het bijzonder melkveehouders, akkerbouwers en varkenshouders. Meer diepgaande informatie vindt de lezer in de driewekelijkse vakdelen Veehouderij, Akkerbouw en Varkenshouderij. Boerderij en de vakdelen zijn uitsluitend op abonnementsbasis verkrijgbaar. Naast vaktechniek, bedrijfseconomie, politiek en sociale ontwikkelingen in het boerenbedrijf en het boerenleven zijn vaste rubrieken in de Boerderij onder meer: Ondernemen, Boer & Recht, Boerenleven en, sinds 1971, de stripreeks Opa. In 2006 bedroeg de oplage van Boerderij 50.684 exemplaren (HOI Q4 2006). Het blad had toen een gemiddeld bereik van 82% in de doelgroep. Boerderij ontving zowel in 1985, 1997 als in 2017 de LOF-prijs voor Vakinformatie van het Lucas-Ooms Fonds.

## Website
Op de website van Boerderij staan realtime-marktnoteringen en analyses, nieuws uit de sectoren veehouderij, varkenshouderij, akkerbouw, pluimveehouderij en mechanisatie. Ook houden tal van redacteuren en boeren er een weblog bij. Opa heeft een vaste plek op de site met een digitaal archief van deze strips, een weblog van de maker Herman Roozen en overige extra's. De website van de Boerderij won in 2008 de LOF-Innovatieprijs van het Lucas-Ooms Fonds.